# 岡山絵里
岡山 絵里（おかやま・えり、1996年6月4日 - ）は、大阪府四條畷市出身の日本の女子プロゴルファーである。所属はニトリ。 

## 経歴
8歳でゴルフを始めるが、父親の助言により10歳から本格的にレッスンを受け始める。
アマチュア時代の主な成績として「全国小学生ゴルフ大会」優勝（2008年）、「全日本女子パブリックアマチュアゴルフ選手権競技」優勝（2011年）等がある。
また2014年（前期・後期）にJGAナショナルチーム入り。「ネイバーズトロフィーチーム選手権」に勝みなみ、松原由美、森田遥と共に出場し、個人3位、団体優勝の成績を残す。
高校卒業後の2015年、日本女子プロゴルフ協会（JLPGA）最終プロテストに進出し初挑戦で合格（18位タイ）。同年、ステップ・アップ・ツアー「山陽新聞レディースカップ」で下部ツアーながらプロ初優勝。
QTランキング10位で迎えた2016年は、JLPGAツアーに参戦、年間獲得賞金ランキング（賞金ランク）39位に入り初のシード入りを果たす。
2017年2月からニトリ所属、同年賞金ランク26位。
2018年5月、「リゾートトラストレディス」で通算13アンダーで並んだ勝みなみとのプレーオフを制し、JLPGAツアー初優勝を果たす。最終的に自身最高位となる賞金ランク10位となった。
2019年は未勝利ながら、賞金ランク12位で4年連続のシード入りとなった。
2020年に入って新型コロナウイルス問題の影響により、JLPGAツアーが2020/2021合一シーズンとなる中、2021年3月のアクサレディスゴルフトーナメント最終日を首位の河本結から5打差つけられた状況で迎え、その最終日では最終組の1つ前の組でプレーして5バーディー、ノーボギーの67で回り、最終18番ホールでバーディーを奪って13アンダーとして河本を抜き、大逆転でのツアー2勝目を挙げた。